# Edygler Machmet
Edygler Machmet (zm. 1565) – ostatni chan kazański.

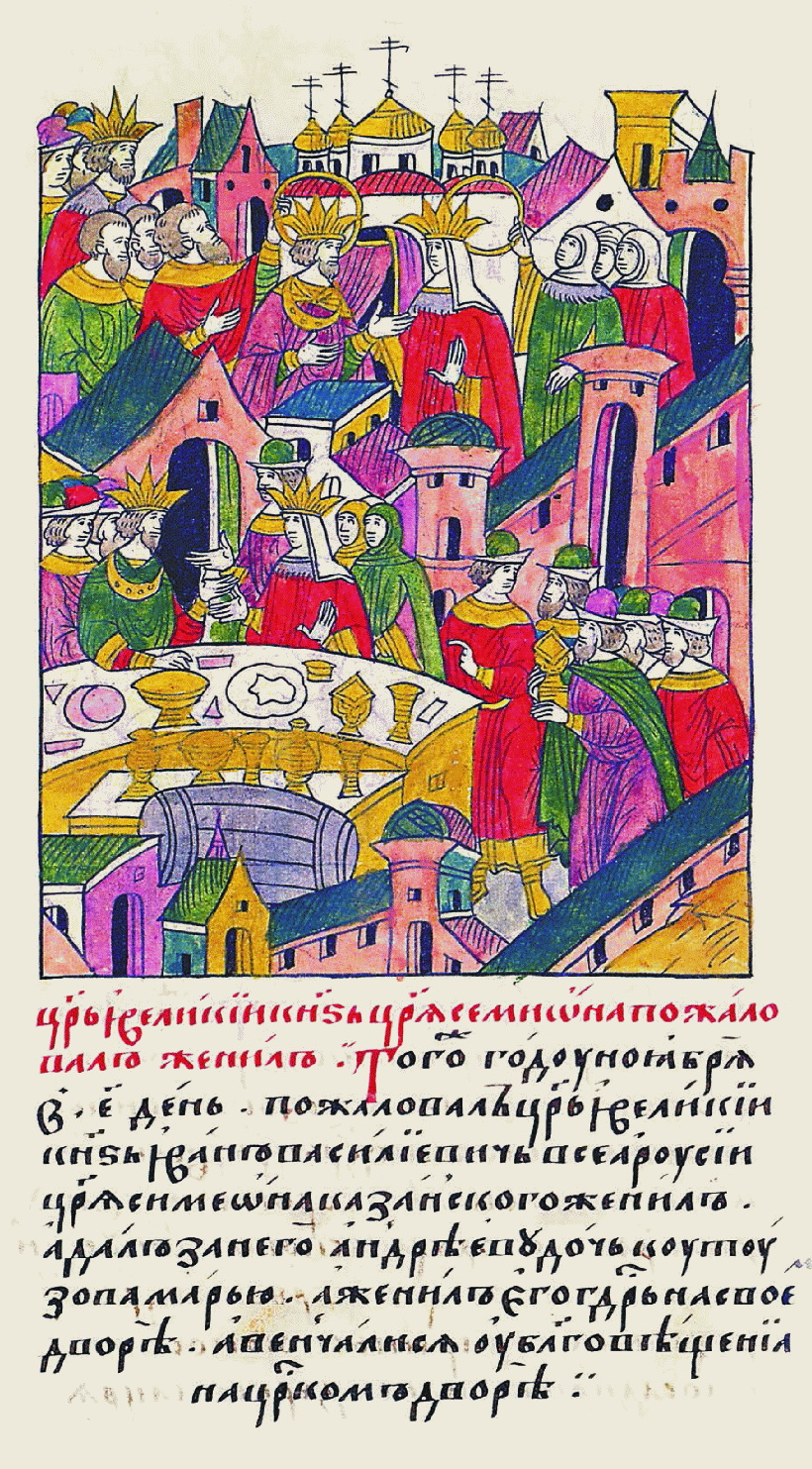
Ślub Symieona (Edygler Machmet) z Marią Kutuzową

Był synem chana astrachańskiego. Od 1542 do 1552 był w służbie rosyjskiej. Po zdobyciu Kazania wzięty do niewoli, przyjął chrzest oraz nazwisko Symeona Kasajewicza. Brał udział w wojnach z Krymem (1555) i Inflantami.